# Passiflora mariquitensis
Passiflora mariquitensis är en passionsblomsväxtart som beskrevs av José Celestino Bruno Mutis och Uribe. Passiflora mariquitensis ingår i släktet passionsblommor, och familjen passionsblomsväxter. Inga underarter finns listade i Catalogue of Life.